# Léon Vanderstuyft
Léon Vanderstuyft (5 de mayo de 1890-26 de febrero de 1964) fue un deportista belga que compitió en ciclismo en la modalidad de pista Ganó tres medallas en el Campeonato Mundial de Ciclismo en Pista entre los años 1908 y 1922.

## Medallero internacional
| Campeonato Mundial | Campeonato Mundial | Campeonato Mundial | Campeonato Mundial |
| Año                | Lugar              | Medalla            | Competición        |
| ------------------ | ------------------ | ------------------ | ------------------ |
| 1908               | Leipzig (Alemania) | Medalla de bronce  | Medio fondo (A)    |
| 1910               | Bruselas (Bélgica) | Medalla de plata   | Medio fondo (P)    |
| 1922               | París (Francia)    | Medalla de oro     | Medio fondo (P)    |